# Byalihal, Kushtagi
Byalihal là một làng thuộc tehsil Kushtagi, huyện Koppal, bang Karnataka, Ấn Độ.